# Шкулёв, Виктор Михайлович
Ви́ктор Миха́йлович Шкулёв (род. 13 апреля 1958, Улёты, Читинская область, РСФСР, СССР) — советский и российский журналист, издатель и медиаменеджер, юрист, бизнесмен. Президент «Шкулёв Холдинг» — медиакомпании, специализирующейся на новостных и тематических издательских проектах. Владеет контрольным пакетом акций компании «Ажур-медиа», издающим петербургскую интернет-газету «Фонтанка.ру». Входит в список 150 самых влиятельных людей России, составленный журналом GQ в 2016 году. Кандидат юридических наук.

## Биография
Родился 13 апреля 1958 года в селе Улёты Читинской области.
В 1975—1979 годах проходил обучение на факультете физической культуры Читинского педагогического института. В 1981 году окончил юридический факультет Иркутского государственного университета. На четвёртом курсе был избран в университетский комитет ВЛКСМ.
В 1981—1988 годах был на комсомольской работе, в том числе занимая должность второго секретаря Читинского областного комитета ВЛКСМ.
В 1990 году, будучи аспирантом, начал заниматься бизнесом.
В 1991 году окончил аспирантуру в Академии общественных наук при ЦК КПСС и там же защитил диссертацию на соискание учёной степени кандидата юридических наук по теме «Взаимоотношения советского государства и общества в условиях демократизации».
С 1991 года начал сотрудничество с издательским домом «Комсомольская правда» в качестве директора юридического департамента, затем коммерческого директора. В 1993—1998 годах был генеральным директором ИД.
В 1995 году создал совместное предприятие с французской издательской группой «Hachette Filipacchi». В 2004 году российский бизнес совместного предприятия «Hachette Filipacchi Shkulev» был объединён в единую группу с «Интермедиагруп». В июне 2011 году французская компания вышла из бизнеса, продав свою долю американской компании «Hearst». В январе 2019 года приобрёл контрольный пакет акций АО «Ажур-медиа», которое издаёт петербургскую интернет-газету «Фонтанка.ру».
Принимает активное участие в общественных и профессиональных объединениях. Был президентом и вице-президентом Гильдии издателей периодической печати (Союза предприятий печатной индустрии) а также, заместителем председателя Международной федерации периодической печати.

## Семья
- Жена — Тамара Шкулёва, корпоративный HR-директор «Шкулёв Холдинг».
- Дочь — Наталья, супруга телеведущего Андрея Малахова, редакционный директор тематических и экспертных проектов «Шкулёв Холдинг».
- Дочь — Елена, замужем за предпринимателем Артёмом Резаковым, есть сын и дочь.

## Награды и звания
- 2024 — звание «Почётный гражданин Забайкальского края»[7]